# Vim vi repellere licet
Il brocardo vim vi repellere licet (tratta dal Digesto giustinianeo), in italiano "è lecito respingere la violenza con la violenza",  esprime un antico principio di diritto, noto anche come legittima difesa, che consente ad un soggetto che subisce una offesa ingiusta di difendere i propri diritti con l'uso della forza, sempre che la difesa sia proporzionata all'offesa.
Questo principio di diritto rappresenta una causa di giustificazione, codificata dal codice penale italiano all'art. 52 secondo cui "non è punibile chi ha commesso il fatto per esservi stato costretto dalla necessità di difendere un diritto proprio o altrui contro il pericolo attuale di un'offesa ingiusta, sempre che la difesa sia proporzionata all'offesa".

## Vim vi repellere licet e diritto di resistenza
Il principio vim vi repellere licet fu spesso utilizzato in chiave costituzionalistica nel passaggio tra medioevo ed età moderna per giustificare il diritto di resistenza nei confronti del potere tirannico e contrastare le pretese assolutistiche dell’imperatore, dei sovrani territoriali e del papato.
Tommaso d’Aquino aveva richiamato il principio romanistico vim vi repellere licet nella Summa Theologiae nel contesto di una discussione sui presupposti e i limiti della legittima difesa, senza tuttavia applicarlo alla questione del tirannicidio e della resistenza alle autorità civili. Per contro Guglielmo d’Occam nelle sue Octo quaestiones de potestate papae (1340 ca.) aveva fatto riferimento al principio vim vi repellere licet, oltre che al diritto naturale, per sostenere che in circostanze eccezionali fosse legittimo per il popolo deporre il re e trattenerlo in custodia. Questa dottrina fu poi ripresa da Jean Gerson nel trattato De unitate Ecclesiae del 1409 con riguardo ai casi in cui sarebbe lecito per i membri del clero disobbedire all’autorità del papa. Oltre che da questi teologi filo-imperiali (Occam) e conciliaristi (Gerson), il principio vim vi repellere licet fu utilizzato in chiave costituzionalistica anche dal massimo canonista del tardo Medioevo, Niccolò Tedeschi il Panormitano (1386-1445), che si richiamò ad esso per rispondere in modo affermativo alla domanda “se possa mai essere legittimo resistere a un magistrato che agisce ingiustamente”. 
Il principio vim vi repellere licet, applicato al tema dell’obbligazione politica (cioè alla questione dell’obbligo di obbedire al sovrano e dei casi in cui è lecito o doveroso disobbedire passivamente o ribellarsi attivamente), tornò ad essere importante nel contesto della riflessione teologico-politica della Riforma protestante. Gregor Brück, cancelliere del principe elettore di Sassonia, utilizzò il principio vim vi per giustificare la resistenza armata contro l’imperatore in base all’argomento secondo cui se un magistrato o governante eccede i poteri che gli sono conferiti, egli di fatto agisce come un privato contro il quale è ammessa la legittima difesa. Alla fine del 1530 questa argomentazione venne accolta dai teologi luterani Melantone, Spalatino, Justus Jonas e dallo stesso Lutero, portando a un superamento della posizione inizialmente assunta dal protestantesimo con riguardo alla questione dell’obbligazione politica, favorevole a un obbligo assoluto e incondizionato di obbedienza. Fu così aperta la strada sul piano politico alla Lega di Smalcalda, nonché sul piano confessionale ai principi affermati nella Confessione di Magdeburgo del 1550 ("chi oppone resistenza a tale magistrato [malvagio] non resiste all’ordinanza di Dio, ma resiste al diavolo") e nelle teorie del calvinismo rivoluzionario (Knox, Ponet, Goodman) e della monarcomachia protestante (Hotman, Althusius, ecc.). 